# Adamauna maculatipes
Genre
Espèce
Adamauna maculatipes, unique représentant du genre Adamauna, est une espèce d'opilions laniatores de la famille des Assamiidae.

## Distribution
Cette espèce est endémique de la région de l'Adamaoua au Cameroun. Elle se rencontre dans le massif de l'Adamaoua.

## Description
Le mâle syntype mesure 6 mm.

## Publication originale
- Roewer, 1935 : « Alte und neue Assamiidae. Weitere Weberknechte VIII (8. Ergänzung der "Weberknechte der Erde" 1923). » Veröffentlichungen aus dem Deutschen Kolonial- und Übersee-Museum in Bremen, vol. 1, no 3, p. 1–168.